# 어도비 포토샵
어도비 포토샵(영어: Adobe Photoshop)은 미국의 어도비 시스템즈사에서 개발한 레스터 그래픽 편집기이다. 픽셀을 기본단위로 하는 비트맵 방식의 툴이다.  대한민국 한정으로 대한민국의 인터넷 유행어로 "뽀샵"이라는 말이 사용되기도 한다. 현재는 어도비 크리에이티브 클라우드에서 구매하여 사용할 수 있다. 2020년 1분기 기준으로 개인은 포토샵과 라이트룸, 20GB 용량의 클라우드 저장소가 포함된 포토그래피 플랜을 이용해서 월 11,000원에 이용할 수 있다.
포토샵은 여러 레이어에서 래스터 이미지를 편집하고 구성할 수 있으며 마스크, 알파 합성 및 여러 색상 모델을 지원한다. 포토샵은 자체 PSD 및 PSB 파일 형식을 사용하여 이러한 기능을 지원한다. 래스터 그래픽 외에도 포토샵에는 텍스트 및 벡터 그래픽(특히 후자의 경우 클리핑 경로를 통해)은 물론 3D 그래픽 및 비디오를 편집하거나 렌더링하는 기능이 제한되어 있다. 플러그인을 통해 기능 세트를 확장할 수 있다. 포토샵과 독립적으로 개발 및 배포되며 포토샵 내에서 실행되고 새롭거나 향상된 기능을 제공하는 프로그램이다.
포토샵의 명명 체계는 처음에는 버전 번호를 기반으로 했다. 그러나 2002년 10월(크리에이티브 스위트 브랜딩 도입 이후) 각 새 포토샵 버전은 "CS"와 숫자로 지정되었다. 예를 들어 포토샵의 8번째 주요 버전은 포토샵 CS이고 9번째 주요 버전은 포토샵 CS2였다. 포토샵 CS3부터 CS6까지는 스탠더드와 익스텐디드의 두 가지 버전으로 배포되었다. 2013년 6월 크리에이티브 클라우드 브랜딩이 도입되면서(그리고 결과적으로 "CS" 접미사가 "CC"로 변경됨) 포토샵의 라이선스 체계는 서비스 구독 모델로서의 소프트웨어로 변경되었다. 역사적으로 포토샵에는 어도비 이미지레디, 어도비 파이어웍스, 어도비 브릿지, 어도비 디바이스 센트럴 및 어도비 카메라 RAW와 같은 추가 소프트웨어가 번들로 제공되었다.
어도비는 포토샵과 함께 포토샵 엘리먼츠, 포토샵 라이트룸, 포토샵 익스프레스, 포토샵 픽스, 어도비 일러스트레이터 및 포토샵 믹스도 개발한다. 2019년 11월부터 어도비는 아이패드용 포토샵 정식 버전도 출시했으며, 처음에는 제한적이었지만 어도비는 아이패드용 포토샵에 더 많은 기능을 제공할 계획이다. 전체적으로 "어도비 포토샵 제품군"이라는 브랜드가 만들어졌다.

## 역사
1987년 당시 미시간 대학의 학생이었던 토마스 놀(Thomas Knoll, 1960~)이 매킨토시 플러스(Macintosh Plus)를 위한 그레이 스케일 이미지 처리 소프트웨어를 개발했다. 이후 인더스트리얼 라이트 & 매직(Industrial Light & Magic)사의 이미지 편집 부문의 직원이었던 토마스의 동생 존 놀(John Knoll, 1962~)이 개발에 참여하였고 ImagePro를 완성시켰다. 다음해인 1988년 봄에 이것을 애플과 어도비 시스템즈의 직원에게 보여주었고 1988년 9월 어도비 라이선스 및 판매권 취득이 결정되어 1990년 첫 버전 포토샵 1.0이 매킨토시용으로 발표되었다. 초기 포토샵은 스캐너로 입력된 이미지를 편집하기 위하여 만들어졌으며 어도비는 당시 인쇄업의 노하우를 살려 그 방면의 개선과 장비, 소프트웨어를 연계하여 그동안 고가의 장비가 필요했던 작업을 PC에서 저렴하게 이뤄지게 하여 디자이너, 출판업, 인쇄업 등의 전문업체에 순식간에 스며들 수 있었다. 즉, 고가의 편집 장비와 복잡한 사용법을 완전히 탈피한 새로운 개념의 그래픽 소프트웨어였다.
포토샵의 첫 시작은 매킨토시용이었지만 윈도우의 OS 점유율이 높아지면서 포토샵 버전 2.5부터는 마이크로소프트 버전도 등장하였고 PC의 성능 향상과 낮은 가격에 힘입어 전문 사용자뿐만 아니라, 아마추어 삽화가와 사진작가, 화상처리에 관심있는 일반 사용자들에게까지 널리 사용되면서 이미지 편집 프로그램에 있어서의 사실상의 표준 소프트웨어로 자리매김하였다. 2008년도에 발매된 CS4 (11) 윈도우 버전의 패키지에서는 32비트 버전 이외에도 새로운 64비트 버전도 출시되었고 이를 통해 사용 가능한 메모리의 제약을 줄였다. 매킨토시 버전은 맥 OS X의 카본 API에 대한 제한에서 CS4 (11)는 64비트 지원을 제공하지 않았으나 2010년에 발매된 CS5 (12)부터는 코코아(Cocoa)로 마이그레이션되어 64비트 지원이 이루어졌다. 그리고 기존의 2D 이미지만 다루던 것에서 벗어나 간단한 3D기능이 추가되었다. 2013년에 발매된 CC(14.0)는 CC(크리에이티브 클라우드) 기능을 지원한다. 2018년에 출시된 CC 2019(20.0)는 32비트를 지원하지 않는다. 2019년 말에 출시된 2020(21.0)은 아이패드 버전이 최초로 출시되었다.

## 파일 포맷
- .PSD (포토샵 문서): 포토샵의 기본 확장자이며, 대부분의 옵션 지원을 포함하여 그림을 저장할 수 있다. 여기에는 마스크, 색 공간, ICC 프로파일, 투명도, 문자열, 알파 채널, 특색, 클리핑 패스, 2색 설정값을 포함하고 있다. 기능상 제한이 있는 EPS, GIF와 같은 다른 형식과는 대조적이다. PSD 포맷이 널리 쓰임에 따라 포토샵의 인기를 알 수 있으며, 대부분의 경쟁사 소프트웨어에까지 널리 지원되어 쓰이고 있다.
- .PSB (대형 문서 포맷): 2 기가바이트 이상의 파일을 위해 고안된 새로운 버전의 .PSD이다.
- .PDD (포토딜럭스 문서): 지원이 끊긴 포토딜럭스 소프트웨어에서 찾을 수 있는 기능만을 지원하는 .PSD의

## 포토샵 버전과 기능
| 버전                 | 버전                       | 플랫폼(지원하는 버전)                                     | 코드네임                                         | 발표일                                       | 새로운 기능 |
| -------------------- | -------------------------- | --------------------------------------------------------- | ------------------------------------------------ | -------------------------------------------- | --- |
|                      | 1.0                        | 맥 OS                                                     |                                                  | 1990년 2월                                   | |
|                      | 2.0                        | 맥 OS                                                     | Fast Eddy (패스트 에디)                          | 1991년 6월                                   | - 패스 추가 - 컬러 기능 추가 |
|                      | 2.5                        | 맥 OS                                                     | Merlin(멀린)                                     | 1992년 11월                                  | - 채널 추가 - 윈도우를 지원하는 첫 버전 |
| 윈도우               | 2.5                        | Brimstone(브림스톤)                                       |                                                  | 1992년 11월                                  | - 채널 추가 - 윈도우를 지원하는 첫 버전 |
|                      | 3.0                        | 맥 OS                                                     | Tiger Mountain (타이거 마운틴, 호랑이 산)        | 1994년 9월                                   | - 탭 형식의 팔레트 메뉴 추가 - 레이어 추가 |
| 윈도우, IRIX         | 3.0                        |                                                           | 1994년 11월                                      |                                              | - 탭 형식의 팔레트 메뉴 추가 - 레이어 추가 |
|                      | 4.0                        | 맥 OS, 윈도우                                             | Big Electric Cat (빅 일렉트릭 캣, 큰 전기고양이) | 1996년 11월                                  | - Adjustment 레이어 추가 - 액션 기능 추가 |
|                      | 5.0                        | 맥 OS, 윈도우                                             | Strange Cargobr (스트레인지 카고)                | 1998년 5월                                   | - 문자편집 기능 - 다중 실행 취소 (히스토리 팔레트) - 색 관리 |
|                      | 5.5                        | 맥 OS, 윈도우                                             | Strange Cargobr (스트레인지 카고)                | 1999년 2월                                   | - 이미지레디 포함 - Extract 필터 - 벡터 셰이프 |
|                      | 6.0                        | 맥 OS, 윈도우                                             | Venus in Furs (비너스 인 퍼스)                   | 2000년 9월                                   | - 인터페이스 변경 - 힐링 브러시 - Liquify 필터 - 픽셀유동화 기능 |
|                      | 7.0                        | 맥 OS/Mac OS X, 윈도우 98                                 | Liquid Sky (리퀴드 스카이)                       | 2002년 3월                                   | - 모든 문자를 벡터로 처리 - 힐링 브러시 개선 - 그리기 엔진 개선 |
| 7.0.1                | 맥 OS/Mac OS X, 윈도우 98  |                                                           | 2002년 8월                                       | - 카메라 RAW 1.x 플러그인 (선택사항)         | |
|                      | CS (8.0)                   | Mac OS X, 윈도우 98                                       | Dark Matter (다크 매터, 암흑 물질)               | 2003년 10월                                  | - 카메라 RAW 2.x - Slice Tool 개선 - Shadow/Highlight 메뉴 추가 - Match Color 메뉴 추가 - Lens blur 필터 추가 - 실시간 히스토그램 - 사용자 메뉴 구성                                           |
|                      | CS2 (9.0)                  | Mac OS X, 윈도우 2000/XP                                  | Space Monkey (스페이스 몽키, 우주원숭이)         | 2005년 4월                                   | - 카메라 RAW 3.x - 스마트 오브젝트 - 이미지 변형(Image Warp) - 스팟 힐링 브러시(Spot healing brush) - 적목 현상 교정 - 소실점 - 노이즈 감소 기능 - HDRI 지원 - 폰트 미리보기 - 레이어 다중선택 |
|                      | CS3 (10.0), CS3 익스탠디드 | Mac OS X 윈도우 XP SP2/윈도우 비스타                      | Red Pil (레드 필)                                | 2007년 4월                                   | - 윈도우 비스타 지원 - 스마트 필터 - 빠른 선택, 가장자리 다듬기 도구 - 3D 합성 및 텍스처 편집 - 2D/3D 측정 도구 - 동영상 페인트                                                                |
|                      | CS4 (11.0), CS4 익스탠디드 | Mac OS X(32비트) 윈도우 XP SP2/윈도우 비스타(64비트 지원) | Stonehenge (스톤헨지)                            | 2008년 10월                                  | - 개인용 컴퓨터에 대한 64비트 첫 지원 - 새로운 수정 패널 및 마스크 패널 - 회전보기 도구 |
|                      | CS5 (12.0), CS5 익스탠디드 | Mac OS X, 윈도우 XP SP3                                   | White Rabbit (화이트 래빗, 흰토끼)               | 2010년 4월                                   | - 빠른 선택 도구 추가 - 털붓재현 - 혼합브러쉬 - 간단한 3D |
|                      | CS6 (13.0), CS6 익스탠디드 | Mac OS X, 윈도우 XP SP3                                   | Superstiton (수퍼스티션)                         | 2012년 5월                                   | - 디블러링 기능 추가 - UI테마기능 - 자동저장 - 광각 재현기능 |
|                      | CC (14.0), CC              | OS X, 윈도우 XP                                           | Lucky 7 (럭키 7)                                 | 2013년 6월                                   | - 카메라 기능 강화 - 고급 선명 효과 - 흔들린 사진보정기능 - 색상 견본 추출기능 - 3D페인팅 향상 - 업샘플링 기능 향상                                                                            |
| CC (14.1)            | 2013년 9월                 | OS X, 윈도우 XP                                           | Lucky 7 (럭키 7)                                 |                                              | |
|                      | CC (14.2)                  | OS X, 윈도우 XP                                           | Single Malt Wiskey Cat (싱글 말트 위스키 캣)     | 2014년 1월                                   | |
|                      | CC 2014 (15.0)             | OS X 10.9, 윈도우 비스타                                  | Single Malt Wiskey Cat (싱글 말트 위스키 캣)     | 2014년 6월                                   | |
| CC 2014.2.2 (15.2.2) | 2014년 12월                | OS X 10.9, 윈도우 비스타                                  | Single Malt Wiskey Cat (싱글 말트 위스키 캣)     |                                              | |
|                      | CC 2015 (16.0)             | OS X 10.9, 윈도우 비스타                                  |                                                  | 2015년 6월                                   | - 아트보드 - 원근 자르기 툴 - 도구모음 편집 기능 - Rec.2020 색공간 지원 |
|                      | CC 2015.1 (16.1)           | OS X 10.9, 윈도우 비스타                                  | 2015년 11월                                      | - 카메라 Raw 9                               | |
| CC 2015.1.2 (16.2)   | 2016년 1월 20일            | OS X 10.9, 윈도우 비스타                                  |                                                  |                                              | |
|                      | CC 2015.5 (17.0)           | OS X 10.9, 윈도우 비스타                                  | Haiku (하이쿠)                                   | 2016년 6월 20일                              | |
| CC 2015.5.1 (17.0.1) | 2016년 8월 8일             | OS X 10.9, 윈도우 비스타                                  | Haiku (하이쿠)                                   |                                              | |
|                      | CC 2017 (18.0)             | OS X 10.9, 윈도우 비스타                                  | Big Rig (빅릭)                                   | 2016년 11월 2일                              | - OpenType SVG글꼴 지원 - MacBook Pro 터치바 지원 |
| CC 2017.0.1 (18.0.1) | 2016년 12월 16일           | OS X 10.9, 윈도우 비스타                                  | Big Rig (빅릭)                                   |                                              | |
| CC 2017.1.0 (18.1.0) | 2017년 4월 5일             | OS X 10.9, 윈도우 비스타                                  | Big Rig (빅릭)                                   |                                              | |
| CC 2017.1.1 (18.1.1) | 2017년 4월 25일            | OS X 10.9, 윈도우 비스타                                  | Big Rig (빅릭)                                   |                                              | |
|                      | CC 2018 (19.0.0)           | macOS 10.11, 윈도우 7                                     | White Lion (화이트 라이온, 흰사)                 | 2017년 10월 18일                             | - 텍스트 기능 보강 - SNS공유 기능 |
| CC 2018 (19.1)       | 2018년 1월                 | macOS 10.11, 윈도우 7                                     | White Lion (화이트 라이온, 흰사)                 | - 윈도우 HIDPI설정 보강 - 서피스 다이얼 보강 | |
| CC 2019(20.0)        | 2018년 10월 15일           | macOS 10.11, 윈도우 7                                     | White Lion (화이트 라이온, 흰사)                 | - 32비트를 지원하지 않는 최초의 버전         | |
|                      | CC 2020 (21.0.0)           | macOS 10.13, 윈도우 10                                    | Blackjack (블랙잭)                               | 2019년 11월 4일                              | - 대칭 모드 추가 - 아이패드 버전 첫 출시 |
|                      | CC 2021 (22.0.0)           | macOS 10.14, 윈도우 10                                    | 7π (7파이)                                       | 2020년 10월 21일                             | - 하늘 대체 기능 추가 |

## 단축키
윈도우는 Ctrl 맥북은 ⌘ Command이다.
|        | 기능                | 명령어             |
| ------ | ------------------- | ------------------ |
| 파일   | 새 파일             | Ctrl+N             |
| 파일   | 불러오기            | Ctrl+O             |
| 파일   | 파일 닫기           | Ctrl+W             |
| 파일   | 저장하기            | Ctrl+S             |
| 파일   | 다른이름으로 저장   | Ctrl+⇧ Shift+5     |
| 파일   | 웹용으로 저장       | Ctrl+⇧ Shift+Alt+5 |
| 파일   | 페이지 설정         | Ctrl+⇧ Shift+P     |
| 파일   | 프린트하기          | Ctrl+P             |
| 파일   | 포토샵 종료         | Ctrl+Q             |
| 이미지 | 레벨                | Ctrl+L             |
| 이미지 | 커브                | Ctrl+M             |
| 이미지 | 색조/채도           | Ctrl+U             |
| 이미지 | 컬러밸런스          | Ctrl+B             |
| 이미지 | 반전                | Ctrl+I             |
| 이미지 | 채도감소            | Ctrl+⇧ Shift+U     |
| 윈도우 | 액션                | Alt+F9             |
| 윈도우 | 브러쉬              | F5                 |
| 윈도우 | 컬러                | F6                 |
| 윈도우 | 인포                | F8                 |
| 윈도우 | 레이어              | F7                 |
| 레이어 | 새 레이어           | Ctrl+⇧ Shift+N     |
| 레이어 | 선택영역 복제       | Ctrl+J             |
| 레이어 | 영역 잘라서 복제    | Ctrl+⇧ Shift+J     |
| 레이어 | 레이어 그룹         | Ctrl+G             |
| 레이어 | 레이어 그룹 해제    | Ctrl+⇧ Shift+G     |
| 레이어 | 레이어 합치기       | Ctrl+E             |
| 레이어 | 보이는 레이어합치기 | Ctrl+⇧ Shift+E     |
| 수정   | 이전단계 되돌리기   | Ctrl+Z             |
| 수정   | 한단계씩 앞으로     | Ctrl+⇧ Shift+Z     |
| 수정   | 한단계씩 뒤로       | Ctrl+              |
| 수정   | 잘라내기            | Ctrl+X             |
| 수정   | 복사                | Ctrl+C             |
| 수정   | 붙여넣기            | Ctrl+V             |
| 수정   | 선택영역 붙여넣기   | Ctrl+⇧ Shift+V     |
| 수정   | 채우기              | Ctrl+F5            |
| 수정   | 자유변형            | Ctrl+T             |
| 선택   | 모두 선택하기       | Ctrl+A             |
| 선택   | 선택영역 해제       | Ctrl+D             |
| 선택   | 전체 선택하기       | Ctrl+⇧ Shift+D     |
| 선택   | 선택영역 반전       | Ctrl+⇧ Shift+I     |
| 보기   | 확대                | Ctrl+              |
| 보기   | 축소                | Ctrl-              |
| 보기   | 실제 크기로 보기    | Ctrl+1             |
| 보기   | 가이드감추기        | Ctrl+H             |
| 보기   | 스냅                | Ctrl+⇧ Shift+;     |
| 기타   | 전경색 채우기       | Alt+Delete         |
| 기타   | 바탕색 채우기       | Ctrl+Delete        |
| 기타   | 툴박스/팔레트감추기 | Tab ↹              |

## 같이 보기
- 김프
- 스타일픽스
- 오픈캔버스